# Breynia rostrata
Breynia rostrata är en emblikaväxtart som beskrevs av Elmer Drew Merrill. Breynia rostrata ingår i släktet Breynia och familjen emblikaväxter. Inga underarter finns listade i Catalogue of Life.